# Alexander Wendt (Politikwissenschaftler)
Alexander Wendt (* 12. Juni 1958 in Mainz) ist ein deutsch-US-amerikanischer Politikwissenschaftler. Er gilt als einer der Begründer und wichtigsten Vertreter des Konstruktivismus in der Theorie der Internationalen Beziehungen.

## Werdegang
Wendts deutsch-amerikanische Familie zog zwei Jahre nach dessen Geburt in die USA. Von 1977 bis 1982 studierte Wendt am Macalester College in St. Paul (Minnesota) Politikwissenschaft und Philosophie. An sein Studium schloss sich eine siebenjährige Promotionszeit. An der University of Minnesota war sein Doktorvater Raymond Duvall, der ihn für eine Beschäftigung mit Sozialtheorie begeistern konnte.
Seit 2004 ist er Mershon Professor for International Security im Department of Political Science an der Ohio State University mit den Schwerpunkten „Theorie der Internationalen Beziehungen“, „Philosophie der Sozialwissenschaften“ und „Internationale Organisationen“.
Vorherige Stationen seiner beruflichen Laufbahn waren die University of Chicago (1999–2004: Associate Professor, Department of Political Science), das Dartmouth College (1997–1999: Associate Professor, Department of Government) und die Yale University (1995–1997: Associate Professor, 1989–1995: Assistant Professor, Department of Political Science).
Für 2023 wurde Wendt gemeinsam mit Martha Finnemore der Johan-Skytte-Preis zugesprochen. 2025 wurde Wendt zum Mitglied der American Academy of Arts and Sciences gewählt.

## Theoretischer Ansatz
Mit seinem viel beachteten und diskutierten Aufsatz von 1992 in der Zeitschrift International Organization 46,2: „Anarchy is what states make of it: the social construction of power politics“ begründete Wendt den strukturellen Konstruktivismus in der Politikwissenschaft.
Sich auf liberale Theorien berufend, griff er das neorealistische Paradigma an, in einem anarchischen Zustand wären Staaten nur in Ausnahmefällen fähig miteinander zu kooperieren, da sie egoistisch und allein an der eigenen Sicherheit interessiert agierten. Wendt argumentierte, das Handeln von Staaten würde nicht nur von „Strukturen“, sondern auch von „Prozessen“ (interagieren und lernen) beeinflusst. In Lern- und Interaktionsprozessen sind Staaten also fähig nicht nur ihr Verhalten, sondern auch ihre Identitäten und Interessen zu verändern. Somit sind Staaten fähig miteinander zu kooperieren, genauso wie sie fähig sind, egoistisch zu handeln. Er versuchte die Interessen und Identitäten der Akteure (also der Staaten) endogen in seinem Modell des strukturellen Konstruktivismus zu erklären.
Diese „Sozialtheorie“, die versuchte, Interessen und Identitäten von Akteuren zu erklären, nannte Wendt Nicholas Onuf folgend „Konstruktivismus“ und führte sie erstmals in die Internationalen Beziehungen ein. Seine Theorie entstand angesichts der dramatischen Veränderungen im internationalen System Ende der 1980er Jahre, also dem Ende des Kalten Krieges.

“My objective in this article is to build a bridge between these two traditions [Neorealismus v.s. Neoliberalismus] (…) by developing a constructivist argument, drawn from structurationist and symbolic interactionist sociology, on behalf of the liberal claim that international institutions can transform state identities and interests. In contrast to the “economic” theorizing that dominates mainstream systemic international scholarship, this involves a “sociological social psychological” form of systemic theory in which identities and interests are the dependent variable.”

## Schriften

### Monographien
- Social Theory of International Politics, Cambridge University Press, 1999, ISBN 0-521-46960-0.
- Quantum Mind and Social Science: Unifying Physical and Social Ontology, Cambridge University Press, 2015, ISBN 978-1-107-44292-4.

### Artikel
- „The agent-structure problem in international relations theory“ in International Organization, Vol. 41, No. 3, 1987.
- „Anarchy is what states make of it: the social construction of power politics“ in International Organization, Vol. 46, No. 2, 1992.
- „The Difference that Realism Makes: Social Science and the Politics of Consent.“ (with Ian Shapiro) in Politics and Society 20, 1992, S. 197–223.
- Dependent State Formation and Third World Militarization. In: Review of International Studies. Band 19, Nr. 4, 1993, S. 321–347, doi:10.1017/S0260210500118248 (englisch, gemeinsam mit Michael Barnett).
- „Collective identity formation and the international state“ in American Political Science Review, Vol. 88, No. 2, 1994.
- „Hierarchy Under Anarchy: Informal Empire and the East German State“ (with Daniel Friedheim), International Organization, 49, 689–721, 1995
- „Constructing international politics“ in International Security, Vol. 20, No. 1, 1995.
- On Constitution and Causation in International Relations. In: Review of International Studies. Band 24, Nr. 5, 1998, S. 101–118, doi:10.1017/S0260210598001028 (englisch).
- „Driving with the rearview mirror: on the rational science of institutional design“ International Organization, Vol. 55, No. 4, 2001
- „Why a world state is inevitable“ in European Journal of International Relations, Vol. 9, No. 4, 2003.
- The state as person in international theory. In: Review of International Studies. Band 30, Nr. 2, 2004, S. 289–316, doi:10.1017/S0260210504006084 (englisch).
- „Sovereignty and the UFO“ (with Raymond Duvall) in Political Theory, Vol. 36, No. 4, 607–633, 2008.

### Beiträge in Sammelbänden
- „Institutions and International Order“, 1989 (with Raymond Duvall) In Global Changes and Theoretical Challenges edited by E. Czempiel, and J. Rosenau. Lexington, Mass.: Lexington Books.
- „The International System and Dependent Militarization“, 1992 (with Michael Barnett), in Brian Job, ed., The Insecurity Dilemma: National Security of Third World States, Boulder: Lynne Rienner, S. 97–119.
- „Norms, Identity and Culture in National Security“, 1996 (with Ronald Jepperson and Peter Katzenstein), in Katzenstein, ed., The Culture of National Security, New York: Columbia University Press, S. 33–75.
- „What is IR For?: Notes Toward a Post-Critical View“, 2000 in Richard Wyn Jones, ed., Critical Theory and World Politics, Boulder: Lynne Rienner, S. 205–224.
- „Rationalism v. Constructivism: A Skeptical View“, 2002 (with James Fearon) In Handbook of International Relations, edited by W. Carlsnaes, T. Risse, and B. Simmons. London: Sage.
- „Social Theory' as Cartesian Science: An Auto-Critique from a Quantum Perspective“, 2006 In Constructivism and International Relations, edited by Stefano Guzzini and Anna Leander. London: Routledge.
- „Militant Agnosticism and the UFO Taboo“ (with Raymond Duvall) S. 269ff., in: Leslie Kean: UFOs – Generals, Pilots and Government Officials Go On the Record. Harmony Books, New York 2010, ISBN 978-0-307-71684-2.